# Bamberger Schranke

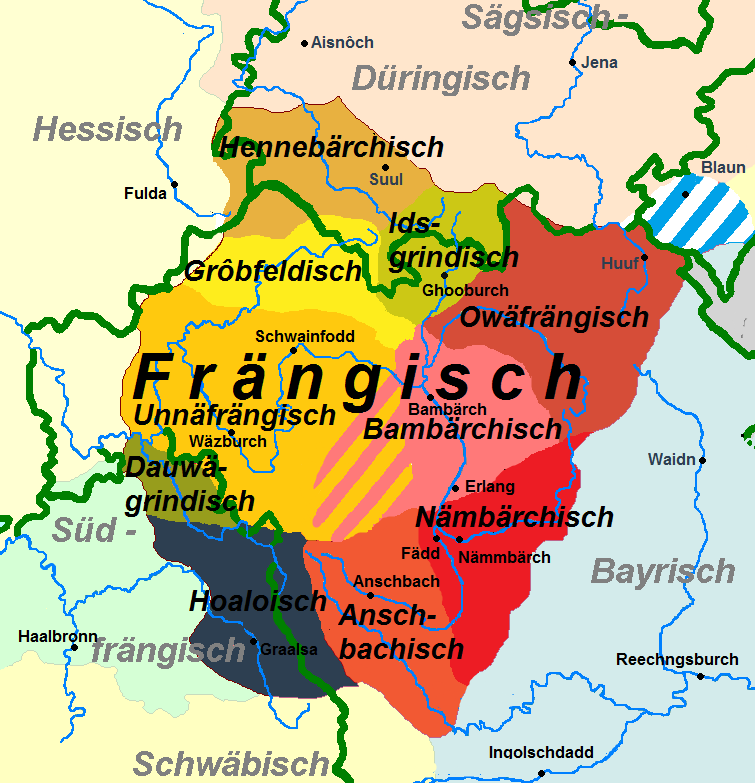
Fränkische Subdialekte, nach: Klepsch, Alfred, Wagner, Eberhard: Handwörterbuch von Bayerisch-Franken

Bamberger Schranke wird die Sprachgrenze vom Bambergischen zu anderen mainfränkischen Dialekten genannt.

## Grenzen

### Überblick
- Im Norden grenzt das Itzgründische an, Linie Ebern–Bad Staffelstein,
- im Osten das Oberfränkische, Linie Weismain–Hollfeld–Pottenstein,
- im Süden das Nürnbergerische, südlich von Forchheim,
- im Westen (im Maintal) beim Haßfurter Ortsteil Augsfeld und im Steigerwald (Prölsdorf–Ebrach) das Unterostfränkische.

### Steigerwaldschranke
Die westliche Sprachgrenze zwischen dem Bambergischen (auf der Karte rosa) und dem Unterostfränkischen (gelb) wird nicht nur Bamberger Schranke, sondern auch Steigerwaldschranke genannt. Die Grenze ist leicht zu erkennen, da dort die häufig verwendeten Vokale ‚e‘ bzw. ‚a‘ wechseln. Wird im Bambergischen vor allem das ‚a‘ verwendet, wird es ab dem Haßfurter Raum durch das ‚e‘ ersetzt, zum Beispiel Baa – Bee (Bein), Staa – Stee (Stein) oder Maa – Mee (Main).
Des Weiteren werden Diminutive im Bamberger Raum mittels der Endung ‚a‘ gebildet, während im Unterostfränkischen das ‚i‘ verwendet wird, zum Beispiel Brödla – Brödli (Brötchen), Käsdla – Käsdli (Kästchen).
Die Steigerwaldschranke stimmt dabei nicht mit der Grenze zwischen den Regierungsbezirken Oberfranken und Unterfranken überein, sondern verläuft im Maintal 14 km weiter westlich bei Augsfeld. Sie ist zudem identisch mit der Westgrenze Bierfrankens.